# Tristachya pedicellata
Tristachya pedicellata är en gräsart som beskrevs av Sydney Margaret Stent. Tristachya pedicellata ingår i släktet Tristachya och familjen gräs. Inga underarter finns listade i Catalogue of Life.